# たんぽぽ計画

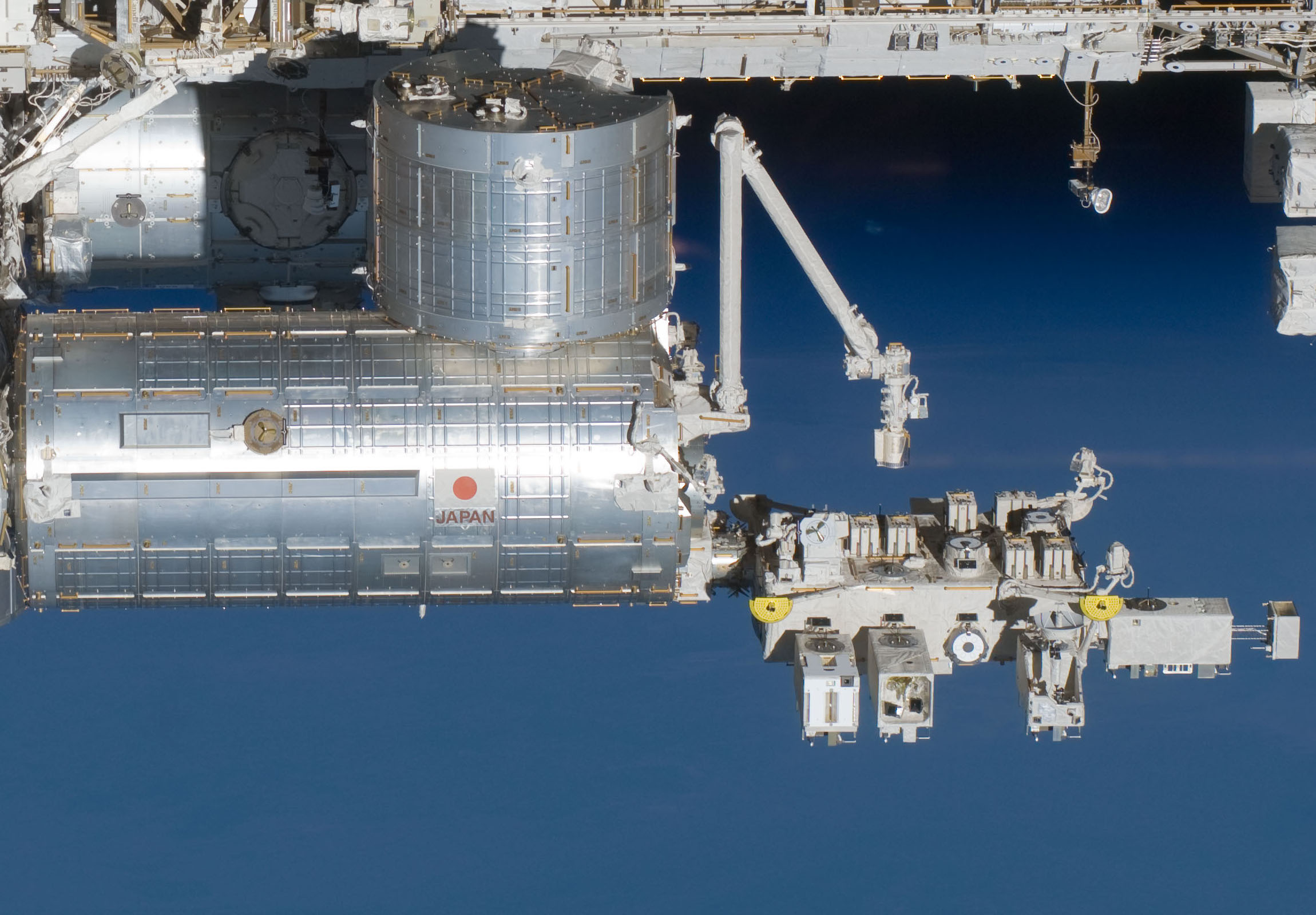
きぼう実験棟（左)と船外実験プラットフォーム(右)

たんぽぽ計画 (Tanpopo mission) は、生命および有機化合物の惑星間移動の可能性、および地球の低軌道における地球由来の粒子を調査中の宇宙生物学的プロジェクトである。 その目的は、パンスペルミア仮説と、生命そのものおよび生命の源が惑星間を移動する可能性の検証である。
実験は日本の科学者により開発され、2015年5月に国際宇宙ステーション (ISS) のきぼう実験棟に設置された船外実験プラットフォームにて開始された。計画では、超低密度シリカゲル（エアロゲル）を用いて宇宙塵 を捕集し、地球に持ち帰り調査することになっている。リーダーの山岸明彦をはじめ、宇宙航空研究開発機構（JAXA）など26の大学と団体の研究者が参加している。

## 計画とその成果

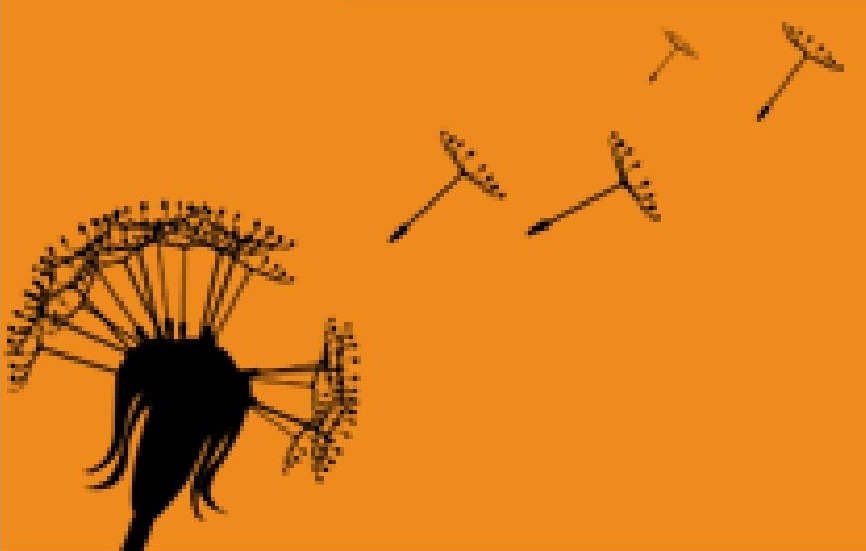
風に運ばれるたんぽぽの種

もし、たんぽぽ計画により地球低軌道（高度400キロメートル）において微生物が検出されれば、その事実は地球上の生命が他の惑星へと移動する可能性があることを示す。計画名は、宇宙へ飛んでいく生命の種を、風に運ばれるたんぽぽの種に重ね合わせて命名されている。
たんぽぽ計画は、ISSのきぼう実験棟船外実験モジュールにて行なわれている。宇宙塵の捕集と乾燥した微生物を地表から高度400キロメートルの軌道を周回するISSの船外に曝露する実験が進行中である。生命の起源は地球外にあり、流星、小惑星、彗星、宇宙塵などにより拡散したとする仮説、パンスペルミア説のいくつかの側面をこれらの実験により検証する予定である。この計画では、地球上の微生物（微生物コロニーを埋め込んだエアロゾル）が、一時的にでもフリーズドライ状態で低軌道上において生存できるかどうかも検証する。

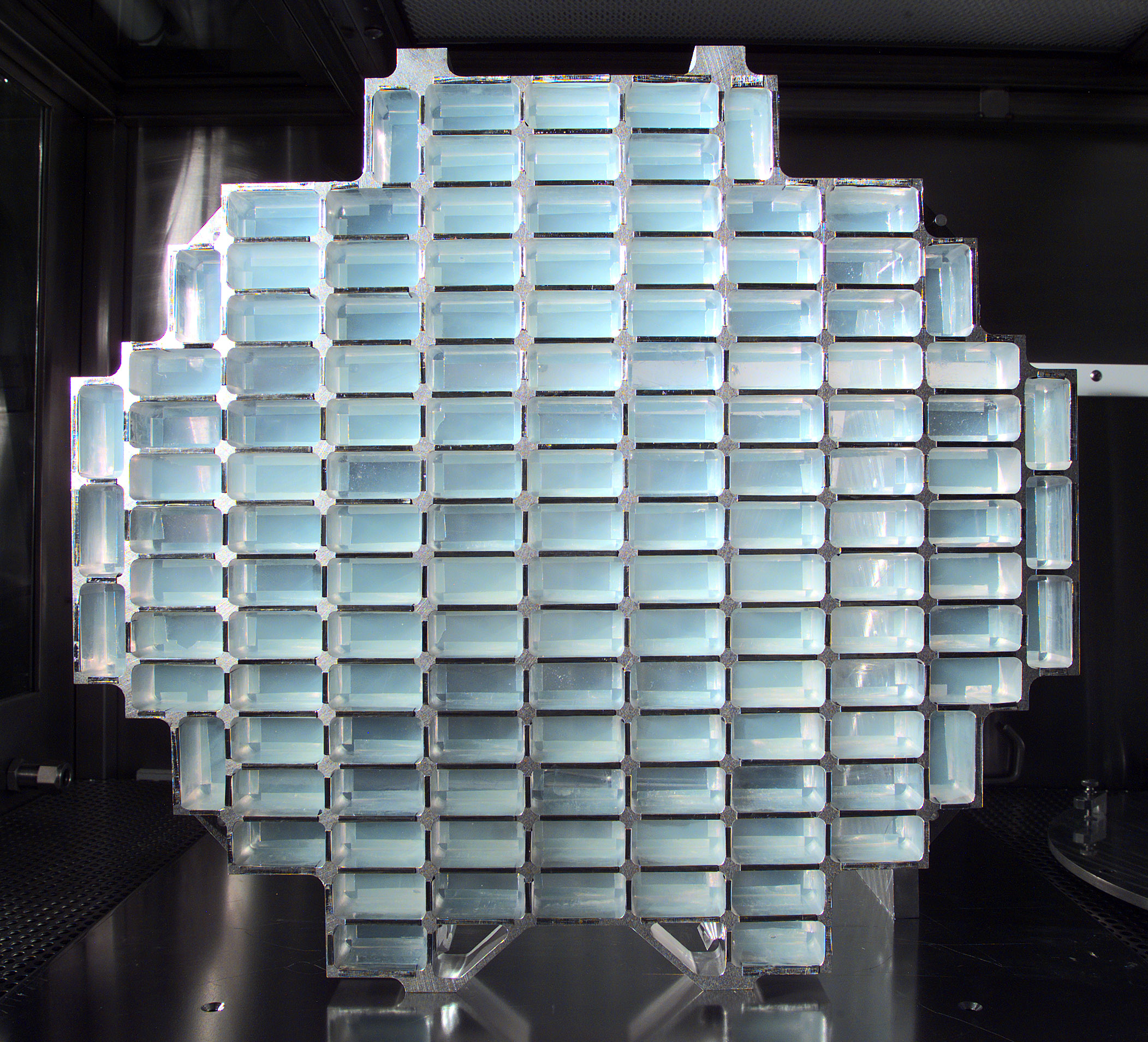
スターダスト計画で使用されたエアロゲルブロック製の宇宙塵捕集器

三つの重要な微生物として、デイノコッカス属の D. radiodurans、 D. aerius、D. aetherius が挙げられる。酵母などの他の微生物の容器もきぼう実験棟外部に設置され、微生物が宇宙空間の冷たく厳しい環境に曝されながら長時間の旅を生き残ることができるのかどうかを検証する。また、曝露された地球上の微生物のサンプルと地球外からの物質を評価することで、惑星間移動の期間中に生き残ることができるのか、及び、どのように変化するのかを調べることができる。
2017年5月に公表された報告では、4種類の細菌を含むバイオフィルムを穴に入れたアルミニウム製パネル3枚をISS外壁に2015年5月に設置し、宇宙空間に晒した。うち1枚を約1年後に取り外して地球に持ち帰り分析したところ、宇宙線に含まれる放射線や紫外線への耐性が強い上記のデイノコッカス・ラディオデュランス（D. radiodurans）など3種類が、最大10％程度生き延びたことが確認された。
加えて、宇宙を漂う前生物的有機化合物（例えばアミノ酸）を捕える狙いもある。計画では、3年間にわたって宇宙塵やその他の粒子をエアロゲルと呼ばれる超低密度シリカゲルを用いて捕集することになっている。これらのエアロゲルは、2018年まで1～2年ごとに取り替えられることになっている。

## 解析
エアロゲルはきぼう実験棟船外のロボットアームにより設置および回収される。その後、2018年に「着陸・帰還カプセル」に搭載されて地球に向け射出される。エアロゲル回収後、科学者により捕集された微粒子とその軌跡が調査され、微生物学的、有機化学的、無機化学的解析が続いて行なわれる。微生物を含む可能性のある粒子はPCRによりrRNA遺伝子を増幅させた後に DNAシークエンシングにかけられる。